# Molodija
Molodija (in ucraino Молодія?, in russo Молодия?, Molodija, rumeno Plaiul Cosminului) è un villaggio dell'oblast' di Černivci nella regione occidentale dell'Ucraina. Le prime attestazioni documentali risalgono al 1486.